# Großsteingrab Bünningstedt
Das Großsteingrab Bünningstedt war eine megalithische Grabanlage der jungsteinzeitlichen Nordgruppe der Trichterbecherkultur bei Bünningstedt, einem Ortsteil der Gemeinde Ammersbek im Kreis Stormarn in Schleswig-Holstein. Es wurde 1891 zerstört und trägt die Fundplatznummer Bünningstedt LA 3.

## Lage
Das Grab lag südlich von Bünningstedt auf dem höchsten Punkt einer Koppel mit dem Namen „Reesenbüttel“.

## Forschungsgeschichte
Die Anlage wurde 1891 durch den Besitzer der Koppel abgetragen. Der anwesende Lehrer Siebke verfasste eine detailreiche Beschreibung und barg Funde, die sich heute im Archiv des Archäologischen Landesamtes Schleswig-Holstein befinden. Siebkes Bericht bildete die Grundlage für mehrere Erwähnungen in wissenschaftlicher Literatur. In Ernst Sprockhoffs 1966 publiziertem Standardwerk Atlas der Megalithgräber Deutschland blieb das Grab allerdings aus nicht näher genannten Gründen unberücksichtigt.

## Beschreibung

### Architektur
Die Anlage besaß eine Hügelschüttung unbekannter Form und Größe, die aus humoser Erde bestand. Darin lag eine rechteckige Grabkammer mit einer Länge von etwa 3,5 m und einer Breite von etwa 1,4 m. Die Kammer war entweder nordost-südwestlich oder nordwest-südöstlich orientiert (Hans Hingst macht hierzu widersprüchliche Angaben. Er gibt SW-NO an, nennt dann aber sowohl eine südöstliche als auch eine nordöstliche Schmalseite sowie ein nordwestliches Ende der Kammer). An der südöstlichen(?) Schmalseite stand ein Abschlussstein mit einer Länge von 1,20 m, einer Breite von 1,07 m und einer Dicke von 0,52 m. Hieran schlossen sich im Osten ein Wandstein mit einer Länge von 1,19 m, einer Breite von 1,00 m und einer Dicke von 0,90 m und im Westen ein Wandstein mit einer Höhe und Breite von je 1 m an. Die folgenden Wandsteine waren etwas kleiner. Die genaue Zahl der Wandsteine ist nicht angegeben; ausgehend von den überlieferten Maßangaben ist aber von drei oder höchstens vier Wandsteinpaaren an den Langseiten auszugehen. Von den Decksteinen war bereits 1891 keiner mehr vorhanden. An der Nordecke der nordöstlichen(?) Schmalseite befand sich ein 0,5 m breiter Zugang zur Kammer. Das Grab dürfte gemäß dieser Beschreibung als Großdolmen anzusprechen sein. An der Außenseite der Kammer wurde eine wallartige Ummantelung aus faust- bis kopfgroßen Steinen festgestellt.

### Funde
Aus dem Grab stammen ein verwittertes Absatzbeil aus Granit, zwei Flachbeile aus Feuerstein und eine aus Felsgestein gefertigte Axt der Einzelgrabkultur (wohl aus einer Nachbestattung). Das Absatzbeil und ein Flachbeil lagen in der Mitte der Kammer, das zweite Flachbeil weiter östlich und die Axt am nordwestlichen(?) Ende der Kammer.
Weiterhin wurden Holzkohleproben, Feuersteinstücke, Granitsplitzer und kalzinierte Knochenstücke geborgen.